# George Blake (espion)
Pour les articles homonymes, voir George Blake et Blake.
George Blake, né George Behar le 11 novembre 1922 à Rotterdam et mort le 26 décembre 2020 à Moscou, était une taupe du KGB au sein du Secret Intelligence Service (SIS ou MI6).
Démasqué, il fut jugé et condamné en 1961 à quarante-deux ans de détention. Il réussit cependant en 1966 à s’évader pour se réfugier en URSS. Sa trahison, avec celle d’autres agents célèbres tels que Kim Philby, affecta durablement la confiance accordée par les Britanniques à leurs services d’espionnage. George Blake termine sa vie à Moscou.
Bien qu’il lui soit souvent associé dans les ouvrages historiques, il ne fit jamais partie du groupe des Cinq de Cambridge.

## Biographie

### Jeunesse
George Behar naît d'une mère néerlandaise protestante et d'un père juif sépharade originaire de l'Empire ottoman, naturalisé britannique, Albert Behar. Ce dernier avait combattu contre l'Empire ottoman, allié des Allemands pendant la Première Guerre mondiale, du côté des Britanniques et avait reçu des décorations pour sa bravoure de la part des Britanniques et des Français. Les Behar connaissent une existence confortable à Rotterdam où Albert dirige une entreprise textile. George est éduqué dans la foi calviniste et souhaite devenir pasteur. À la mort d'Albert en 1936, George a treize ans. Il est envoyé chez des cousins en Égypte et poursuit ses études à l'école anglaise du Caire. Il est proche de son cousin Henri Curiel qui deviendra plus tard un membre éminent du parti communiste égyptien. Dans une interview avec Jean Lesieur publiée dans l'hebdomadaire français L'Express le 21 février 1991, Blake reconnut qu'Henri Curiel avait joué un grand rôle dans sa conversion au communisme. Il dira dans ses Mémoires que son cousin de huit ans plus âgé le marquera pour toute la vie.
George Behar devient un porteur de messages de la Résistance intérieure aux Pays-Bas à la suite de l'occupation par les armées du Troisième Reich. Il prend le nom de guerre de Max de Vries et entre en résistance. Arrêté, il est relâché en raison de son jeune âge. Craignant d'être arrêté de nouveau alors qu'il approche de la majorité, il gagne Londres après avoir traversé la Belgique, la France et l'Espagne jusqu'à Gibraltar déguisé en moine,. Il change de nom pour Blake, patronyme adopté par sa mère déjà réfugiée à Londres. Il commence par rejoindre la Royal Navy et est entraîné à piloter des sous-marins de poche ; il se montre peu adapté à cette tâche. Sa maîtrise des langues le pousse à rejoindre la direction des opérations spéciales. Il parle en effet couramment anglais, néerlandais, allemand, arabe et hébreu. Il est chargé de traduire des documents en allemand et d'interroger des prisonniers. Il est chargé de soutenir les mouvements de résistance. Il y rencontre sa future épouse, une secrétaire du Secret Intelligence Service. Trois fils naissent de cette union.

### Agent britannique

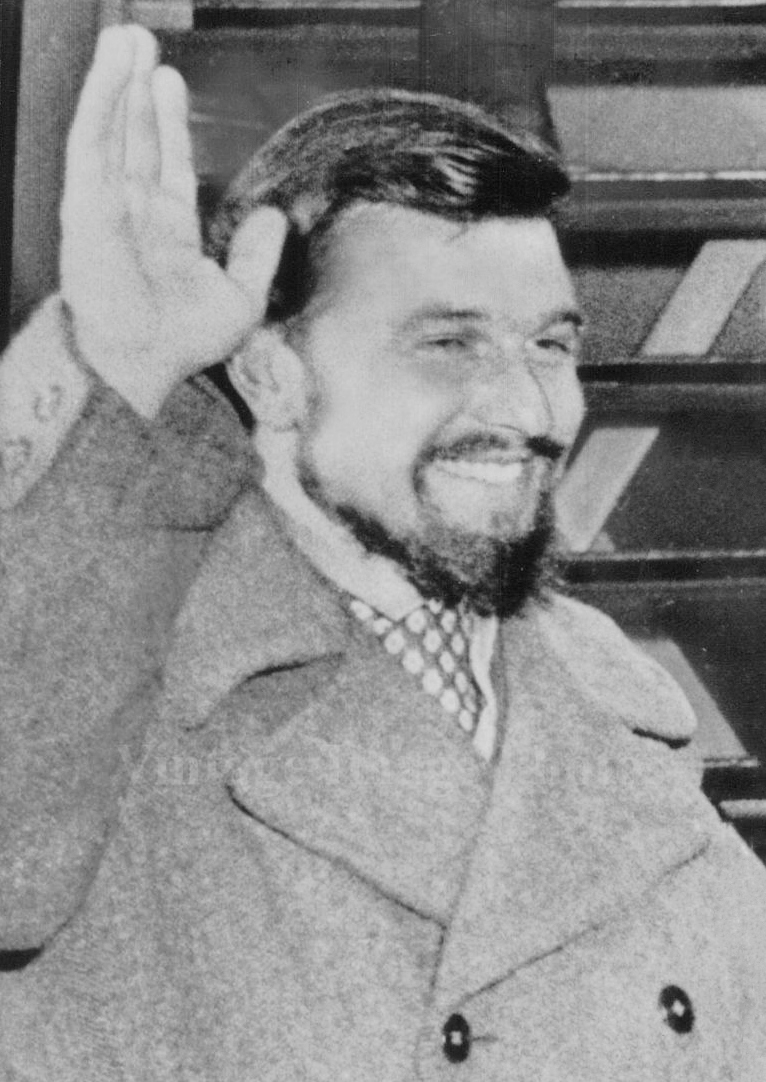
George Blake à son retour de Corée en 1953.

En 1945, il est envoyé par le SIS aux Pays-Bas puis en Allemagne pour recruter d’anciens officiers de la Wehrmacht et de la Kriegsmarine destinés à devenir des agents en zone d'occupation soviétique. Cette tâche lui est difficile, car ce sont souvent d'anciens Nazis dont l'URSS était un allié au début de la Seconde Guerre mondiale. Il n'apprécie pas l'ambiance de fête de la libération. Il rentre au Royaume-Uni en 1947.
Il apprend le russe à Cambridge.
George Blake s'occupe, pour les services secrets britanniques, de l'Europe de l'Est. Son opinion évolue au moment de la guerre de Corée, lorsqu'il est envoyé en 1948 à l'ambassade de Séoul. Il constate la corruption et estime la Corée du Sud proche du fascisme. Blake assimile les opposants à ce régime à la résistance néerlandaise.
Alors qu'il croyait en la doctrine de non-intervention britannique, il est déçu que le Royaume-Uni entre en guerre contre la Corée du Nord aux côtés des Américains.
George Blake est fait prisonnier par les Nord-Coréens qui prennent Séoul, le 24 juin 1950, et passe trois ans en prison. Les conditions de détention sont difficiles et de nombreux autres prisonniers meurent. En février 1951, il est transféré dans une ferme à Manpho avec dix autres prisonniers, journalistes ou diplomates, dans des conditions plus clémentes. L'ambassade soviétique à Pyongyang leur fait parvenir des livres, dont L'État et la Révolution de Lénine et Le Capital de Marx. Il lit les livres avec Vyvyan Holt (en), lequel prédisait la victoire du communisme, sans la souhaiter lui-même. Les bombardements des villages nord-coréens par des bombardiers américains, qu'il a pu comparer au bombardement de Rotterdam, contribuent à le faire changer de camp. À l'automne 1951, il demande à rencontrer des officiels soviétiques, engagés aux côtés des combattants de Corée du Nord.
Après la guerre de Corée, libéré, il retourne au SIS qui l'envoie en poste à Berlin. À ses correspondants soviétiques, il fournit des secrets du SIS, dont les noms d'agents occidentaux infiltrés à l'Est, ainsi que l'existence d'un tunnel secret entre Berlin-Est et Berlin-Ouest, grâce auquel Américains et Anglais écoutent les communications entre Berlin Est et Moscou. Blake sera à son tour « donné » par la taupe polonaise Michal Goleniewski en 1959. George Blake est arrêté à Londres à sa descente d'avion en provenance de Beyrouth où il était en poste après Berlin. Il est condamné dans un procès à huis clos à quarante-deux ans de prison en 1961. C'était à l'époque la peine de prison la plus lourde de l'histoire du Royaume-Uni moderne, mis à part la peine de réclusion à perpétuité.
Il affirme avoir trahi chacun des cinq à six cents agents britanniques en Allemagne, mais en ayant exigé des Soviétiques qu'ils ne soient pas exécutés. Dans le livre No Other Choice, il dira que le nombre d'agents trahi était plus proche de 400, et au moment de son procès le chiffre d'une quarantaine d'agents était avancé.

### Après son procès
George Blake réalise au bout de cinq ans d'emprisonnement à Wormwood Scrubs qu'il n'a aucune chance de recouvrer la liberté par échange d'agents secrets, comme cela se faisait parfois. Cette peine incite sa femme à demander le divorce. En détention, il se lie particulièrement à trois codétenus, Pat Pottle (en), Michael Randle (en) et Sean Bourke (en). Les deux premiers sont des activistes anarchistes et anti-nucléaires, emprisonnés pour complot avec une peine de dix-huit mois, et Bourke un membre de l'IRA, condamné à sept ans pour avoir envoyé une bombe à un officier supérieur de police. Blake est populaire auprès des prisonniers, auquel il enseigne les langues étrangères, notamment l'arabe. En libération probatoire, Bourke parvient à lui faire parvenir un talkie-walkie, permettant de mettre au point un plan d'évasion. Lors de la projection de cinéma hebdomadaire, occupant une large majorité des gardes et prisonniers, il s'échappe à l'aide d'une échelle escamotable que lui jette Bourke par-dessus le mur. Il se cache quelque temps au Royaume-Uni, puis est transporté par Randle sous les couchettes d'un camping-car lors d'un voyage en Allemagne. Randle le dépose sur le bord de la route pour Berlin en Allemagne de l'Est. Il est envoyé en URSS. Il y commence une nouvelle vie à Moscou, il se marie, et un autre fils nait de ce deuxième mariage. Accueilli en héros et décoré de l'ordre de Lénine, il est fait colonel du KGB. Il devient l'ami de Markus Wolf, et fait de nombreux voyages à Berlin-Est jusqu'à la chute du mur (1989).
Il se dit déçu par la vie à l'Est. Alors qu'il pensait qu’un nouvel homme était né, il comprend vite que ce n’était pas le cas : « Ce sont juste des gens normaux. Comme tout le monde, leur vie est dirigée par les mêmes passions humaines, la même avarice et les mêmes ambitions » qu’à l’Ouest.
Il publie ses mémoires en 1990, expliquant qu'il ne s'était jamais senti britannique, et donc qu'il n'avait pu trahir une quelconque patrie. Les autorités britanniques avaient interdit à son éditeur de lui verser l'à-valoir et les droits d'auteur de 90 000 livres sterling qui étaient prévus. Blake intente un procès devant la Cour européenne des Droits de l'Homme et reçoit 5 000 livres d'indemnités. Il regrette la mort des agents, dont il est responsable, lors d'une émission de NBC News en 1991, mais n'a jamais exprimé de regrets sur ses activités d'espionnage.
À la suite de la chute de l'URSS (1991), les autorités britanniques réclament son extradition afin qu'il finisse de purger sa peine, mais les services russes répondent qu'ils ne l'échangeraient même pas contre 20 de leurs agents détenus à l'Ouest.[réf. souhaitée]
En 2006, il publie un nouveau livre autobiographique intitulé Transparent walls (Murs transparents).
Il est décoré en 2007 de l'ordre de l'Amitié, héritier de l'ancien ordre de l'Amitié des peuples, par Vladimir Poutine.
Le 11 novembre 2012, jour de ses 90 ans, George Blake est félicité par Vladimir Poutine, qui estime qu'il fait partie d'un « brillant ensemble d'hommes à poigne et courageux », et déclare : « Vous et vos collègues avez apporté une importante contribution à la paix en assurant la sécurité et la parité stratégique. »
Il meurt le 26 décembre 2020 à Moscou à l'âge de 98 ans.
George Blake a fait l'objet de nombreux films au cinéma, à la télévision[réf. souhaitée] et de livres, romans ou documentaires historiques. Son histoire constitue le sujet du dernier projet cinématographique d'Alfred Hitchcock, The Short Night, mais le réalisateur, qui y travaille durant une dizaine d'années, renonce à le réaliser pour raisons de santé en 1979.

## Ouvrages
- Une Vie d'espion : mémoires, Stock, 1990
- Transparent walls, 2006 (ouvrage non traduit en français)